# Jorge Kisic
Jorge Raúl Kisic Wagner (2 de agosto de 1947) es un teniente general de la Fuerza Aérea del Perú (FAP) en situación de retiro. Fue Ministro de Defensa del Perú entre  enero y abril de 2018.

## Biografía
Hijo del Coronel de la Fuerza Aérea del Perú, Esteban Kisic Chenda y Carmen Mercedes Wagner Vizcarra. Es hermano del economista Drago Kisic y primo del ministro de Relaciones Exteriores Allan Wagner
Egresó de la Escuela de Oficiales de la FAP, como oficial piloto militar, siendo graduado de honor número dos de su promoción y “Ala de Oro”.
Durante el gobierno de Alberto Fujimori, siendo miembro activo de la FAP, dirigió la Caja de Pensiones Militar Policial. Tras la caída de dicho régimen fue vinculado a un presunto desfalco, pero luego de un dilatado proceso fue declarado inocente.
Su ascenso a Teniente General solo lo pudo conseguir con posterioridad al gobierno de Fujimori. Fue Comandante de Operaciones de la FAP (2001); y Jefe del Estado Mayor General de la FAP (2001-2002), y en tal calidad, se encargó del plan de reestructuración de la Fuerza Aérea y de su proyección hasta el año 2021.
Otros cargos que ha desempeñado son: presidente de la Federación Peruana Aerodeportiva (2002-2012); asesor de la Dirección General Aeronáutica Civil (2010); e inspector general del Ministerio de Defensa (2011). Fue también agregado de Defensa a la embajada del Perú en Canadá; director de Intereses Aeroespaciales; y agregado aéreo a la embajada del Perú en Colombia.
El 9 de enero de 2018, juró como ministro de Defensa del Perú, formando parte del denominado “Gabinete de la Reconciliación” presidido por Mercedes Aráoz.